# Malte Persson
Malte Persson (1976) è un poeta, critico letterario e traduttore svedese.
Il suo primo libro Livet på den här planeten (La vita su questo pianeta) è stato pubblicato nel 2002. Ha in seguito pubblicato Apolloprojektet (Il progetto di Apollo) (2004) e Dikter (Poema) (2007).
Persson ha tradotto opere di Francis Ponge e Thomas Kling in svedese.